# Tout ce qui brille (téléfilm)
Tout ce qui brille est un téléfilm français réalisé par Lou Jeunet en 1998.

## Synopsis
Laurence a 30 ans, un mari aimant, un métier passionnant. Mais son bonheur n'est pas complet car, malgré de nombreuses tentatives, elle ne parvient pas à avoir d'enfant. Fragilisée par une fausse couche, son espoir renaît le jour où elle rencontre Édith, une ancienne infirmière qui a mis au point une méthode personnelle de soins basée sur le contrôle des énergies. Grâce à Édith, Laurence recouvre la santé et tombe enfin enceinte. Mais il y a un prix à payer.

## Fiche technique
- Titre : Tout ce qui brille
- Réalisation : Lou Jeunet
- Scénario : Philippe Le Guay
- Image : Jeanne Lapoirie
- Son : Pierre Donnadieu
- Musique : Alexandre Desplat
- Montage : Denise de Casabianca
- Assistant réalisateur : Laurent Herbiet
- Sociétés de production : Flach Film, TF1
- Durée : 90 minutes.

## Distribution
- Isabelle Carré : Laurence
- Annie Girardot : Edith
- Michel Bompoil : Gérard
- Luc Lavandier : Tony
- Gisèle Casadesus : Melle de Chambure
- Gérard Chaillou : la collègue de Laurence
- Lorène Weymuller : Blanche

## Commentaire
Abordant le thème des médecines parallèles, ce téléfilm est un thriller psychologique dans lequel Annie Girardot et Isabelle Carré excellent.